# Stadtmuseum Erfurt

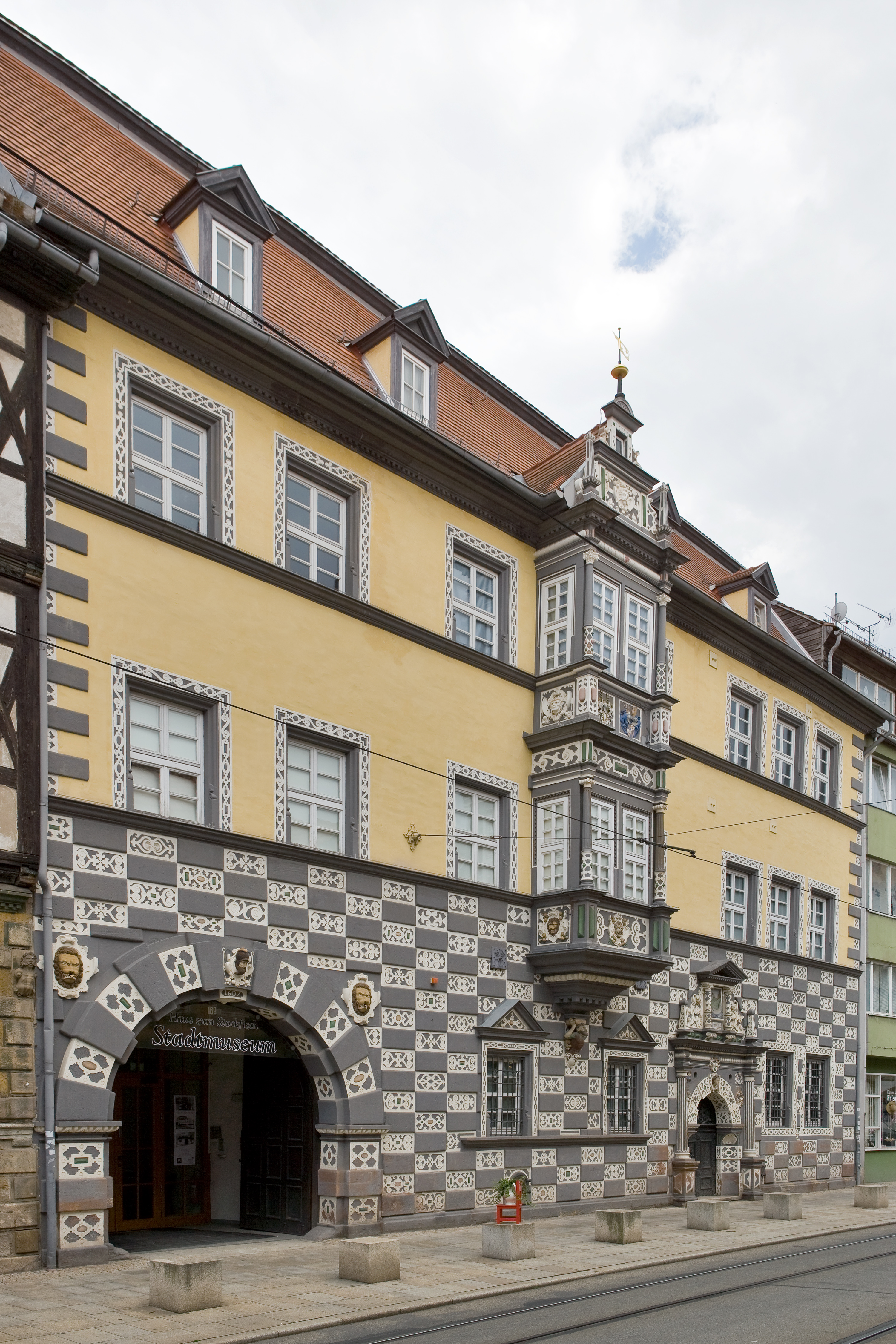
Stadtmuseum Erfurt im Haus zum Stockfisch von Nordwesten

Das Stadtmuseum Erfurt ist eine museale Einrichtung zur Stadtgeschichte von Erfurt. Es befindet sich im Haus zum Stockfisch in Erfurt.

## Geschichte und Beschreibung
Das Stadtmuseum ist eine Einrichtung der Landeshauptstadt Erfurt und gehört zu ihren Geschichtsmuseen.
Die Dauerausstellung des Stadtmuseums informiert über Geschichte der Stadt Erfurt. Es werden zahlreiche Exponate, Urkunden, Schriftstücke und Karten gezeigt, aber auch multimediale Darstellungsformen, wie ein aufwändiger Film zur Stadtgeschichte mit Luftaufnahmen, Computeranimationen etc. geboten. 
Ein Schwerpunkt liegt auf der mittelalterlichen Blütezeit der Luther- und Universitätsstadt. So werden in den repräsentativen Hallen des Erdgeschosses die Relikte des alten Rathauses mit dem wertvollen Ratssilber gezeigt, sowie die Stadt als sakrale Gemeinschaft mittels zahlreicher Kirchenschätze versinnbildlicht. Zu den wichtigsten Ausstellungsstücken gehören auch die Insignien der Universität mit den wertvollen Zeptern, sowie eine Sammlung der Reformationszeit. In den oberen Etagen sind Exponate aus dem 19. und 20. Jahrhundert zu sehen. 
Am 20. Mai 2012 wurde das Hauptgebäude des Museums nach umfangreichen denkmalpflegerischen Sanierungsarbeiten mit der Eröffnung der Dauerausstellung zur mittelalterlichen Blütezeit Tolle Jahre. An der Schwelle der Reformation wiedereröffnet. Am 31. Oktober 2012 folgte die Ausstellung Rebellion – Reformation – Revolution, die die Entwicklungen seit der Reformationszeit aus aktueller Perspektive als „Geschichtslabor“ hinterfragt.

## Nebeneinrichtungen
- Neue Mühle[4]
- Bartholomäusturm[5]
- Luftschutzkeller Erfurt[6]
- Benary-Speicher – Druckereimuseum und Schaudepot[7]

## Sonstiges
- Das Stadtmuseum (seit 1992 unter Direktor Hardy Eidam) ist Sitz des Vereins für die Geschichte und Altertumskunde von Erfurt.
- Seit 1992 besteht der Förderverein Stadtmuseum Erfurt e.V.

## Publikationen
- Ausstellungsführer / Stadtmuseum, Haus zum Stockfisch. Stadtmuseum Erfurt, Erfurt seit 1995, DNB 961202122.
- Steffen Raßloff: Schatzkammer der Geschichte. Das Stadtmuseum. In: Erfurt. 55 Highlights aus der Geschichte. Erfurt 2021.  ISBN 978-3-96303-271-4, S. 114 f.
- Steffen Raßloff: Drei Jahrzehnte bürgerschaftliches Engagement. Der Förderverein Stadtmuseum Erfurt. In: Mitteldeutsches Jahrbuch für Kultur und Geschichte, Bd. 32 (2025), S. 314–317.
- Steffen Raßloff: Stadtmuseum „Haus zum Stockfisch“. Stadt – Haus – Geschichte. Erfurt 2024, Förderverein Stadtmuseum Erfurt, 128 Seiten.